# کنزو اوهاشی
کنزو اوهاشی (به انگلیسی: Kenzo Ohashi) بازیکن فوتبال اهل ژاپن و عضو تیم ملی فوتبال ژاپن است که در تاریخ ۲۶ مه ۱۹۵۸ میلادی اولین بازی ملی‌اش را انجام داد. او در ۱ بازی ملی حضور داشت و آخرین بازی ملی خود را در تاریخ ۲۶ مه ۱۹۵۸ میلادی انجام داد. کنزو اوهاشی در بازی‌های ملی‌اش
گلی به ثمر نرساند.